# Geomantis larvoides algenca
 Geomantis larvoides algenca es una subespecie de mantis de la familia Mantidae.

## Distribución geográfica
Se encuentra en Argelia.